# Nemoricantor aztecus
Nemoricantor aztecus är en insektsart som först beskrevs av Henri Saussure 1897.  Nemoricantor aztecus ingår i släktet Nemoricantor och familjen syrsor. Inga underarter finns listade i Catalogue of Life.